# 卡拉努斯
卡拉努斯（希臘語：Κάρανος）是傳說中第一個馬其頓國王。卡拉努斯的父親是泰梅諾斯，海克力斯的後裔。根據希臘神話，泰梅諾斯與兄弟阿里斯多德穆斯、克里斯豐提斯征服希臘的邁錫尼文明（參見多利安人入侵），泰梅諾斯成為阿爾戈斯國王。

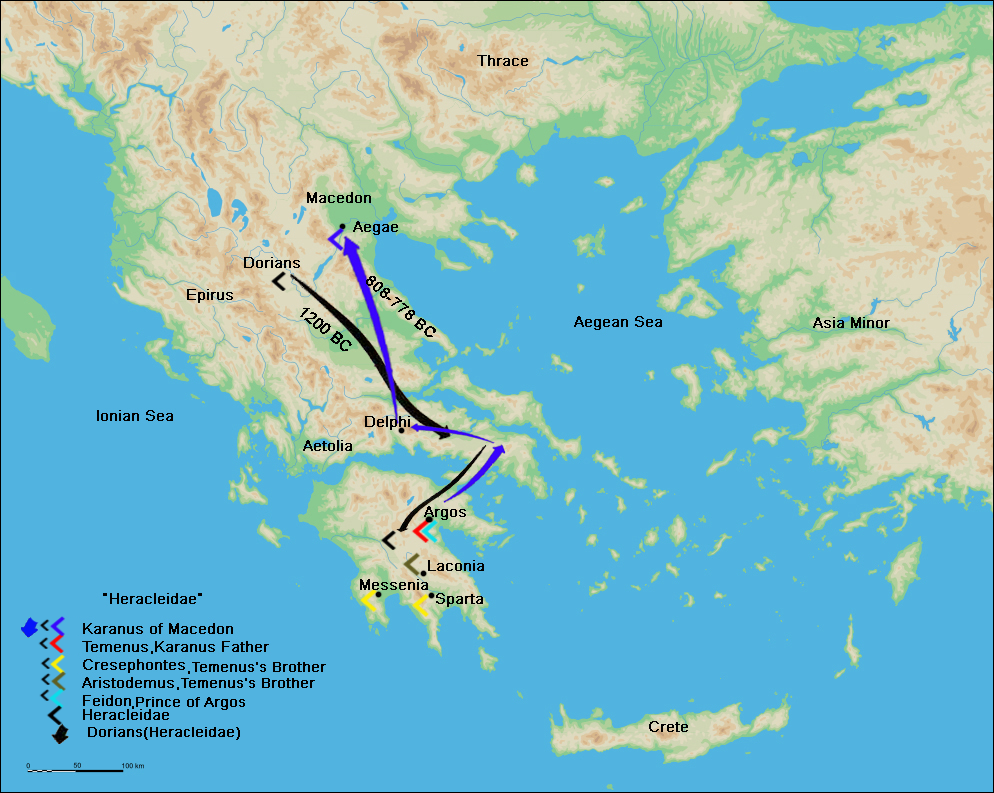
多利安人入侵路線

泰梅諾斯死後，卡拉努斯在王位競爭中落敗，只好前往他處建立自己的王國。最終卡拉努斯於北方建立了維爾吉納城，他的後代即為阿吉德王朝，統治的王國後被稱為馬其頓。